# تلینگشتدت
تلینگشتدت (به آلمانی: Tellingstedt) یک شهر در آلمان است که در دیمارشن واقع شده‌است. تلینگشتدت ۲٬۴۹۳ نفر جمعیت دارد.